# Aude
L'Aude è un dipartimento francese della regione Occitania. Confina con i dipartimenti del Tarn e dell'Hérault a nord, dei Pirenei Orientali a sud, dell'Ariège a sud-ovest e dell'Alta Garonna a nord-ovest. A est è bagnato dal Mar Mediterraneo (Golfo del Leone).
Le principali città, oltre al capoluogo Carcassonne, sono Narbona, il comune più popoloso del dipartimento, e Limoux.
Il dipartimento prende il nome dal fiume omonimo che lo attraversa.

## Storia
Prima della conquista romana il territorio era abitato dalla tribù gallica dei Tectosagi, che si erano sovrapposti alla fine del IV secolo a.C. agli indigeni di stirpe iberica. Fu conquistato nel 122 a.C. e fece parte, con la riforma augustea, della provincia della Gallia Narbonense, che ebbe come capitale la colonia di Narbona (Narbo Martius, fondata nel 118 a.C.). Una strada romana, che collegava Narbona e Tolosa, divenne l'asse viario della regione.
Nel 436 il territorio fu conquistato dai Visigoti. Il dominio dei Visigoti durò più a lungo che in altri territori francesi e continuò anche dopo la sconfitta subita a Vouillé da parte dei Franchi nel 507: nel 508 Carcassonne fu invano assediata dai Franchi. Altre tre spedizioni franco-burgunde fallirono nel 585 nel 587 e nel 589. Il territorio dominato dai Visigoti, lungo la costa mediterranea, aveva preso il nome di Settimania, per la presenza di sette vescovati. Del periodo rimangono i toponimi in -ens.
Gli Arabi dopo aver rovesciato il dominio dei Visigoti in Spagna nel 711 si impadronirono anche di questi territori. Narbona cade nel 720 e Carcassonne nel 725, dopo essere stata saccheggiata già nel 713, ma furono cacciati dai Franchi nel 759. Il territorio formava con la Catalogna la Marca di Spagna e vi furono fondate numerose abbazie
Il primo conte di Carcassonne a noi noto (819) fu Oliba, della famiglia dei conti di Barcellona. La stessa regione di Narbona costituì una terza contea, sempre compresa nel territorio del dipartimento. Nell'880 la contea di Rasez fu unita a quella di Carcassonne a causa di un matrimonio.
Il conte Arnaldo I di Carcassonne (940) suddivise il territorio fra i tre figli: il maggiore fu Ruggero I di Carcassonne (il secondogenito del quale divenne il primo dei conti di Foix). Ruggero III di Carcassonne, morto senza figli (1067), lasciò erede della contea la propria sorella Ermengarda, che sposò Raimondo Bernardo, visconte di Albi e di Nîmes, e vendette quindi la sovranità della contea a un suo parente, il conte di Barcellona. I conti di Foix si opposero invano, chiedendo che la contea passasse alla linea di discendenza maschile.
Bernardo Atone Trancavel aveva abbandonato il titolo di conte per quello di visconte (nel 1150 era visconte di Béziers, di Albi, di Agde e di Carcassonne) ed era vassallo non della casata di Barcellona, ma dei conti di Tolosa.
Nel territorio si era diffusa l'eresia dei Catari che fu favorita dai Trancavel e Ruggero II Trancavel fu scomunicato nel 1178 dall'abate di Chiaravalle, inviato dal papa, ma l'eresia non venne stroncata. In seguito all'assassinio di un legato papale, il papa indisse una crociata contro gli Albigesi (dalla città di Albi), dichiarando deposti i signori eretici. Il conte di Tolosa si sottomise e fece penitenza nel 1209 e i crociati, presa Béziers, si diressero contro Carcassonne, dove si era rifugiato Raimondo Ruggero Trancavel, tralasciando Narbona dove l'eresia era poco diffusa. Carcassonne si arrese il 15 agosto e il duca, fatto prigioniero, cedette "di sua volontà" i propri domini a Simone di Monforte. Raimondo Trencavel, figlio di Ruggero, riprese brevemente la città di Carcassonne nel 1223, ma fu di nuovo scacciato e si rifugiò in Spagna. Tornò ad assediare invano Carcassonne nel 1240.
Il territorio fu definitivamente annesso al regno di Francia e inserito in una suddivisione amministrativa governata da un siniscalco (sénéchaussée). A Carcassonne, ricostruita sotto Luigi IX soggiornò a più riprese il re Filippo III, che vi tenne nel 1283 un parlamento.
Nel corso della Guerra dei Cent'anni nel 1355 il territorio subì il saccheggio del "Principe Nero", che arrivò ad assediare invano Carcassonne. Subì ancora le conseguenze delle Guerre di religione, con massacri di protestanti a Carcassonne tra il 1560 e il 1562. L'editto di Nantes del 1598 apportò un breve periodo di pace, malgrado una ribellione repressa da Luigi XIII tra il 1622 e il 1629. Ancora la ribellione del duca di Montmorency interessò la regione e fu domata nel 1632. Durante la Guerra dei Trent'anni contro la Spagna la regione servì da base militare alle armate francesi inviate per la conquista del Rossiglione (annesso con il trattato del 1659).
La regione ebbe grande fioritura sotto Luigi XIV, anche grazie alla creazione di un canale navigabile (Canal du Midi) tra il Mediterraneo e la Garonna e l'Oceano Atlantico (1666-1681), e dei privilegi concessi alle attività manifatturiere, che portarono allo sviluppo di una fiorente industria tessile (manifattura reale della Trivalle a Carcassonne).
Durante la Rivoluzione francese si ebbe la creazione del dipartimento, con capoluogo a Carcassonne. Nel periodo rivoluzionario si ebbero dei torbidi, con l'incendio degli archivi di Carcassonne e delle reliquie della cattedrale di Narbona.
Durante il Secondo Impero la creazione delle linee ferroviarie e l'introduzione della coltivazione della vite ridiedero slancio all'economia, decaduta dopo la crisi dell'industria tessile. Nel 1885 tuttavia le viti furono colpite dalla fillossera. La situazione peggiorò a causa della sovrapproduzione che fece abbassare i prezzi e nel 1907 scoppiò una rivolta degli operai agricoli delle vigne, duramente repressa dal governo di Georges Clemenceau.
La prima guerra mondiale causò un notevole impoverimento demografico e durante la seconda guerra mondiale si ebbe l'occupazione tedesca a partire dal 1942.